# Albrecht Berger
Albrecht Berger (ur. 26 września 1957 w Monachium) – niemiecki historyk, bizantynolog.

## Życiorys
Studiował w latach 1976–1981 na Uniwersytecie Ludwika i Maksymiliana w Monachium. W latach 1984–1989 był asystentem na Wolnym Uniwersytecie Berlińskim. W 1987 roku obronił tam doktorat, a w 1993 uzyskał habilitację. W okresie 1992–1997 pracował w Niemieckim Instytucie Archeologicznym (Deutsches Archäologisches Institut). Od 2002 jest profesorem na monachijskiej uczelni.
W 2004 został redaktorem czasopisma Byzantinische Zeitschrift. Od 2006 jest członkiem korespondentem Niemieckiego Instytutu Archeologicznego.
Jest synem indologa Hermanna Bergera i bratem slawisty Tilmana Bergera.

## Wybrane publikacje
- Das Leben des heiligen Gregorios von Agrigent, Berlin 1995.
- Untersuchungen zu den Patria Konstantinupoleos, Bonn 1988.
- Das Bad in der byzantinischen Zeit, München 1982.
- Life and works of Saint Gregentios, Archbishop of Taphar, Berlin 2006.
- Accounts of Medieval Constantinople. The Patria (= Dumbarton Oaks Medieval Library. Band 24). Harvard University Press, Cambridge (Mass.) 2013, ISBN 978-0-674-72481-5.